# Aloe hoffmannii
Aloe hoffmannii är en grästrädsväxtart som beskrevs av John Jacob Lavranos. Aloe hoffmannii ingår i släktet Aloe och familjen grästrädsväxter.
Artens utbredningsområde är Madagaskar. Inga underarter finns listade i Catalogue of Life.